# Japon aux Jeux olympiques d'hiver de 1968
Cet article contient des informations sur la participation et les résultats du Japon aux Jeux olympiques d'hiver de 1968, qui ont eu lieu à Grenoble en France. 

## Résultats

### Biathlon
| Épreuve | Athlète          | Temps             | Pénalités | Temps ajusté 1    | Rang |
| ------- | ---------------- | ----------------- | --------- | ----------------- | ---- |
| 20 km   | Hajime Yoshimura | 1 h 23 min 05 s 5 | 9         | 1 h 32 min 05 s 5 | 43   |
| 20 km   | Shozo Okuyama    | 1 h 21 min 51 s 0 | 7         | 1 h 28 min 51 s 0 | 34   |
| 20 km   | Isao Ono         | 1 h 20 min 47 s 8 | 8         | 1 h 28 min 47 s 8 | 33   |
| 20 km   | Miki Shibuya     | 1 h 21 min 37 s 1 | 6         | 1 h 27 min 37 s 1 | 28   |

| Athlètes                                             | Manche    | Manche            | Manche |
| Athlètes                                             | Manqués 2 | Temps             | Rang   |
| ---------------------------------------------------- | --------- | ----------------- | ------ |
| Isao Ono Miki Shibuya Shozo Okuyama Hajime Yoshimura | 9         | 2 h 35 min 21 s 0 | 13     |

### Combiné nordique
Les deux épreuves sont du saut à ski avec un tremplin normal (Trois sauts, les deux meilleurs sont comptabilisés et montrés ici.) et une course de ski de fond de 15 km.
| Athlète          | Épreuve    | Saut à ski | Saut à ski | Saut à ski | Saut à ski | Ski de fond   | Ski de fond | Ski de fond | Total  | Total |
| Athlète          | Épreuve    | Distance 1 | Distance 2 | Points     | Rang       | Temps         | Points      | Rang        | Points | Rang  |
| ---------------- | ---------- | ---------- | ---------- | ---------- | ---------- | ------------- | ----------- | ----------- | ------ | ----- |
| Masatoshi Suto   | Individuel | 62,0 m     | 66,0 m     | 183,0      | 30         | 53 min 32 s 6 | 176,03      | 31          | 359,03 | 31    |
| Katsutoshi Okubo | Individuel | 66,0 m     | 69,5 m     | 194,8      | 23         | 52 min 33 s 1 | 187,43      | 26          | 382,23 | 24    |
| Akemi Taniguchi  | Individuel | 73,0 m     | 72,5 m     | 224,4      | 4          | 55 min 04 s 5 | 158,74      | 39          | 383,14 | 23    |
| Hiroshi Itagaki  | Individuel | 73,5 m     | 76,0 m     | 237,4      | 2          | 53 min 26 s 2 | 177,25      | 29          | 414,65 | 10    |

### Hockey sur glace

#### Tour de consolation
Les équipes de ce groupe jouent la 9e à 14e place. Le Japon entre directement dans ce groupe et ne joue donc pas de médaille.
| Rang | Équipe      | PJ | V | D | N | BP | BC | Pts |
| ---- | ----------- | -- | - | - | - | -- | -- | --- |
| 9    | Yougoslavie | 5  | 5 | 0 | 0 | 33 | 9  | 10  |
| 10   | Japon       | 5  | 4 | 1 | 0 | 27 | 12 | 8   |
| 11   | Norvège     | 5  | 3 | 2 | 0 | 15 | 15 | 6   |
| 12   | Roumanie    | 5  | 2 | 3 | 0 | 22 | 23 | 4   |
| 13   | Autriche    | 5  | 1 | 4 | 0 | 12 | 27 | 2   |
| 14   | France      | 5  | 0 | 5 | 0 | 9  | 32 | 0   |

 Yougoslavie –  Japon 5-1 (2-0, 0-0, 3-1)

Buteurs : Tisler 2, Beravs, Felc, Mlakar – Iwamoto.
 Japon –  Norvège 4-0 (2-0, 2-0, 0-0)

Buteurs : Okajima 2, Ebina, Araki.
 Japon –  Roumanie 5-4 (3-0, 1-3, 1-1)

Buteurs : Hikigi 2, Araki, Itoh, Kudo – Florescu, Pana, Mois, Ionescu.
 Japon –  Autriche  11-1 (1-0, 6-0, 4-1)

Buteurs : Itoh 2, Okajima 2, Hikigi 2, Araki, Kudo, Takashima, Toriyabe, Iwamoto – Puschnig.
 France –  Japon 2-6 (0-0, 0-4, 2-2)

Buteurs : Mazza, Faucomprez – Ebina 2, Hikigi, Itoh, Okajima, Araki.

#### Effectif
10. JAPON

Gardiens de but : Kazudži Morišima, Tošimitsu Ótsubo

Défenseurs : Isao Asai, Mičihiro Sató, Hisaši Kasai, Toru Itabaši, Takaaki Kaneiri, Kendži Toriyanbe.

Attaquants : Mamoru Takašima, Kimihisa Kudó, Kodži Iwamoto, Takao Hikigi, Toru Okadžima, Minoru Itó, Takeši Akiba, Yutaka Ebina, Kazuo Matsuda, Nobuhiro Araki.

### Patinage artistique
| Athlète          | FI | PL | Points | Places | Rang |
| ---------------- | -- | -- | ------ | ------ | ---- |
| Yutaka Higuchi   | 23 | 26 | 1529,6 | 218    | 25   |
| Tsuguhiko Kozuka | 24 | 19 | 1584,0 | 189    | 21   |

| Athlète          | FI | PL | Points | Places | Rang |
| ---------------- | -- | -- | ------ | ------ | ---- |
| Haruko Ishida    | 18 | 25 | 1552,7 | 218    | 26   |
| Kazumi Yamashita | 15 | 14 | 1639,0 | 139    | 14   |
| Kumiko Okawa     | 8  | 5  | 1763,6 | 61     | 8    |

### Patinage de vitesse
| Épreuve  | Athlète          | Course        | Course |
| Épreuve  | Athlète          | Temps         | Rang   |
| -------- | ---------------- | ------------- | ------ |
| 500 m    | Takayuki Hida    | 42 s 9        | 37     |
| 500 m    | Tamio Dejima     | 42 s 6        | 33     |
| 500 m    | Masaki Suzuki    | 41 s 2        | 15     |
| 500 m    | Keiichi Suzuki   | 40 s 8        | 8      |
| 1 500 m  | Masaki Suzuki    | 2 min 14 s 8  | 40     |
| 1 500 m  | Mutsuhiko Maeda  | 2 min 14 s 8  | 40     |
| 1 500 m  | Keiichi Suzuki   | 2 min 13 s 1  | 31     |
| 1 500 m  | Tadao Ishihata   | 2 min 12 s 7  | 30     |
| 5 000 m  | Mutsuhiko Maeda  | 8 min 08 s 3  | 33     |
| 5 000 m  | Tadao Ishihata   | 7 min 55 s 8  | 22     |
| 5 000 m  | Yoshiaki Demachi | 7 min 55 s 6  | 21     |
| 10 000 m | Hirofumi Otsuka  | 17 min 38 s 8 | 28     |
| 10 000 m | Yoshiaki Demachi | 16 min 54 s 6 | 22     |

| Épreuve | Athlète       | Course          | Course |
| Épreuve | Athlète       | Temps           | Rang   |
| ------- | ------------- | --------------- | ------ |
| 500 m   | Sachiko Saito | N'a pas terminé | –      |
| 500 m   | Kaname Ide    | 50 s 0          | 27     |
| 500 m   | Misae Takeda  | 49 s 4          | 25     |
| 1 000 m | Sachiko Saito | 1 min 41 s 0    | 26     |
| 1 000 m | Misae Takeda  | 1 min 40 s 4    | 25     |
| 1 500 m | Jitsuko Saito | 2 min 36 s 6    | 26     |
| 1 500 m | Kaname Ide    | 2 min 34 s 2    | 23     |
| 1 500 m | Sachiko Saito | 2 min 31 s 4    | 18     |
| 3 000 m | Kaname Ide    | 5 min 27 s 9    | 21     |
| 3 000 m | Jitsuko Saito | 5 min 27 s 8    | 20     |

### Saut à ski
| Athlète          | Épreuve         | Saut 1   | Saut 1 | Saut 2   | Saut 2 | Total   | Total |
| Athlète          | Épreuve         | Distance | Points | Distance | Points | Points  | Rang  |
| ---------------- | --------------- | -------- | ------ | -------- | ------ | ------- | ----- |
| Yukio Kasaya     | Tremplin normal | 71,0 m   | 95;4   | 72,0 m   | 101,0  | 196,4   | 23    |
| Takashi Fujisawa | Tremplin normal | 73,0 m   | 100,6  | 71,0 m   | 93,9   | 194,5 m | 26    |
| Masakatsu Asari  | Tremplin normal | 72,5 m   | 100,8  | 59,5 m   | 69,0   | 169,8   | 47    |
| Akitsugu Konno   | Tremplin normal | 72,5 m   | 101,3  | 69,5 m   | 95,0   | 196,3   | 24    |
| Seiji Aochi      | Grand tremplin  | 90,5 m   | 94,6   | 87,5 m   | 90,4   | 185,0   | 26    |
| Akitsugu Konno   | Grand tremplin  | 91,5 m   | 95,5   | 90,5 m   | 95,6   | 191,1   | 20    |
| Yukio Kasaya     | Grand tremplin  | 91,0 m   | 97,3   | 88,5 m   | 93,8   | 191,1   | 20    |
| Takashi Fujisawa | Grand tremplin  | 101,0 m  | 116,8  | 82,5 m   | 75,9   | 192,7   | 18    |

### Ski alpin

#### Hommes
| Athlète            | Épreuve      | Manche 1      | Manche 1 | Manche 2      | Manche 2 | Total         | Total |
| Athlète            | Épreuve      | Temps         | Rang     | Temps         | Rang     | Temps         | Rang  |
| ------------------ | ------------ | ------------- | -------- | ------------- | -------- | ------------- | ----- |
| Juichi Maruyama    | Descente     |               |          |               |          | 2 min 19 s 33 | 64    |
| Hitonari Maruyama  | Descente     |               |          |               |          | 2 min 18 s 04 | 59    |
| Yoshiharu Fukuhara | Descente     |               |          |               |          | 2 min 14 s 09 | 54    |
| Tsuneo Noto        | Descente     |               |          |               |          | 2 min 10 s 32 | 45    |
| Yoshinari Kida     | Slalom géant | Disqualifié   | –        | –             | –        | Disqualifié   | –     |
| Yoshiharu Fukuhara | Slalom géant | 1 min 53 s 96 | 51       | 1 min 58 s 01 | 56       | 3 min 51 s 97 | 50    |
| Tomio Sasaki       | Slalom géant | 1 min 53 s 16 | 46       | 1 min 56 s 99 | 51       | 3 min 50 s 15 | 47    |
| Tsuneo Noto        | Slalom géant | 1 min 52 s 55 | 43       | 1 min 54 s 10 | 40       | 3 min 46 s 65 | 40    |

#### Slalom hommes
| Athlète            | Manche 1        | Manche 1 | Manche 2 | Manche 2 | Finale         | Finale       | Finale         | Finale       | Finale       | Finale       |
| Athlète            | Temps           | Rang     | Temps    | Rang     | Temps Manche 1 | Rang         | Temps Manche 2 | Rang         | Total        | Rang         |
| ------------------ | --------------- | -------- | -------- | -------- | -------------- | ------------ | -------------- | ------------ | ------------ | ------------ |
| Tsuneo Noto        | N'a pas terminé | –        | 56 s 60  | 2        | Non qualifié   | Non qualifié | Non qualifié   | Non qualifié | Non qualifié | Non qualifié |
| Yoshiharu Fukuhara | Disqualifié     | –        | 56 s 82  | 2        | Non qualifié   | Non qualifié | Non qualifié   | Non qualifié | Non qualifié | Non qualifié |
| Yoshinari Kida     | Disqualifié     | –        | 57 s 87  | 2        | Non qualifié   | Non qualifié | Non qualifié   | Non qualifié | Non qualifié | Non qualifié |
| Tomio Sasaki       | 55 s 98         | 4        | 56 s 62  | 2        | Non qualifié   | Non qualifié | Non qualifié   | Non qualifié | Non qualifié | Non qualifié |

#### Femmes
| Athlète      | Épreuve      | Manche 1 | Manche 1 | Manche 2      | Manche 2 | Total         | Total |
| Athlète      | Épreuve      | Temps    | Rang     | Temps         | Rang     | Temps         | Rang  |
| ------------ | ------------ | -------- | -------- | ------------- | -------- | ------------- | ----- |
| Mihoko Otsue | Descente     |          |          |               |          | 1 min 51 s 60 | 34    |
| Mihoko Otsue | Slalom géant |          |          |               |          | 2 min 10 s 56 | 36    |
| Mihoko Otsue | Slalom       | 46 s 78  | 26       | 1 min 04 s 59 | 31       | 1 min 51 s 37 | 31    |

### Ski de fond
| Épreuve | Athlète           | Course            | Course |
| Épreuve | Athlète           | Temps             | Rang   |
| ------- | ----------------- | ----------------- | ------ |
| 15 km   | Kazuo Sato        | N'a pas terminé   | –      |
| 15 km   | Hiroshi Ogawa     | 59 min 55 s 4     | 65     |
| 15 km   | Akiyoshi Matsuoka | 54 min 46 s 2     | 53     |
| 15 km   | Tokio Sato        | 53 min 41 s 2     | 50     |
| 30 km   | Kazuo Sato        | 1 h 46 min 12 s 4 | 45     |
| 30 km   | Tokio Sato        | 1 h 43 min 13 s 8 | 33     |
| 50 km   | Sotoo Okushiba    | 2 h 45 min 09 s 4 | 38     |
| 50 km   | Tokio Sato        | 2 h 40 min 00 s 5 | 29     |

| Athlètes                                               | Course            | Course |
| Athlètes                                               | Temps             | Rang   |
| ------------------------------------------------------ | ----------------- | ------ |
| Tokio Sato Sotoo Okushiba Kazuo Sato Akiyoshi Matsuoka | 2 h 20 min 54 s 8 | 10     |

#### Femmes
| Épreuve | Athlete     | Course        | Course |
| Épreuve | Athlete     | Temps         | Rang   |
| ------- | ----------- | ------------- | ------ |
| 5 km    | Fujiko Kato | 18 min 28 s 2 | 32     |
| 10 km   | Fujiko Kato | 40 min 40 s 0 | 23     |

## Référence
- (en) Cet article est partiellement ou en totalité issu de l’article de Wikipédia en anglais intitulé « Japan at the 1968 Winter Olympics » (voir la liste des auteurs).